# Konstantin zu Löwenstein-Wertheim-Rosenberg

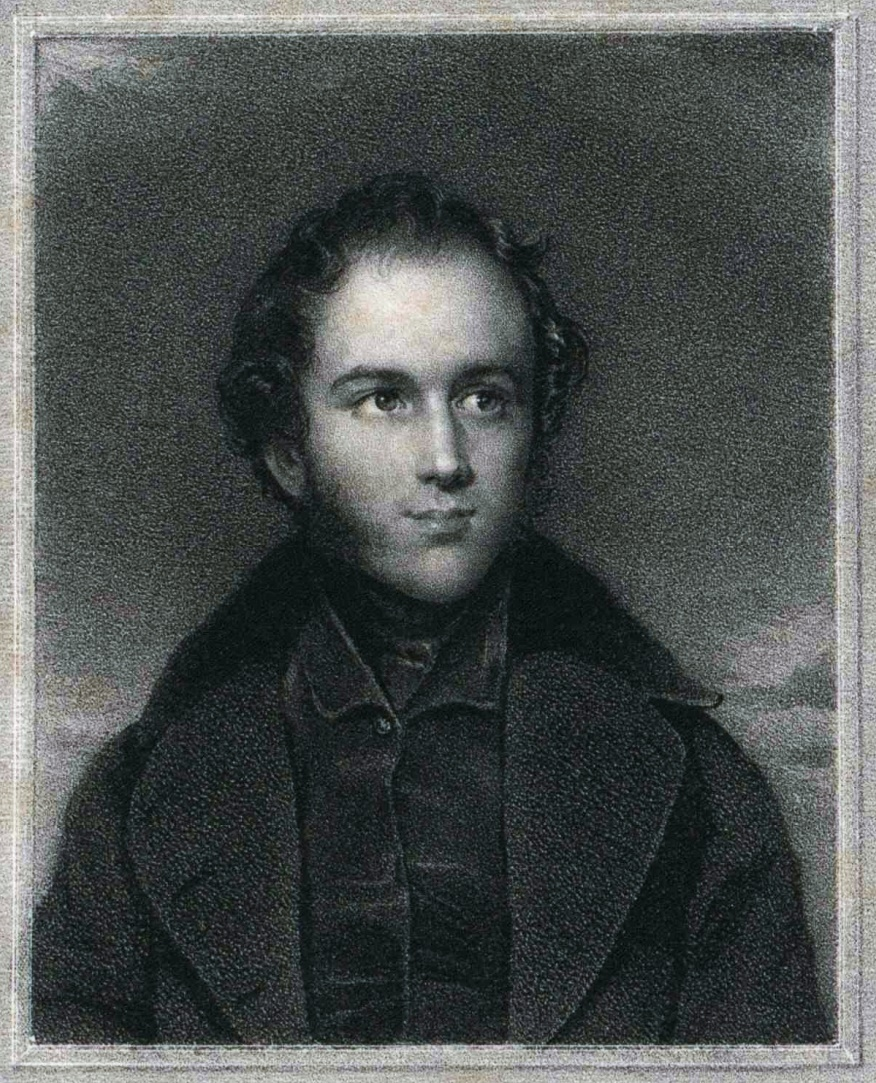
Konstantin Josef Erbprinz zu Löwenstein-Wertheim-Rosenberg

Konstantin Josef zu Löwenstein-Wertheim-Rosenberg (* 28. September 1802 in Kleinheubach; † 27. Dezember 1838 ebenda) war ein deutscher Aristokrat und Publizist.

## Leben
Konstantin zu Löwenstein war das älteste Kind aus der Ehe von Fürst Karl Thomas (* 1783; † 1849) mit der Gräfin Sophie zu Windisch-Grätz (* 1784; † 1848). Konstantin hatte fünf jüngere Schwestern und war als einziger Sohn der Hoffnungsträger zum Erhalt der Dynastie. Seine erzieherische Prägung erhielt er in dem Bewusstsein der feudalen Rechte seines Hauses, die infolge der Mediatisierung am Ende des  Heiligen Römischen Reichs deutlich reduziert worden waren. Während seiner Ausbildung und Studienjahre beschäftigte er sich insbesondere mit Philosophie, Geschichte und Staatsrecht und trat gegen Ende der 1820er Jahre als Publizist in Erscheinung.

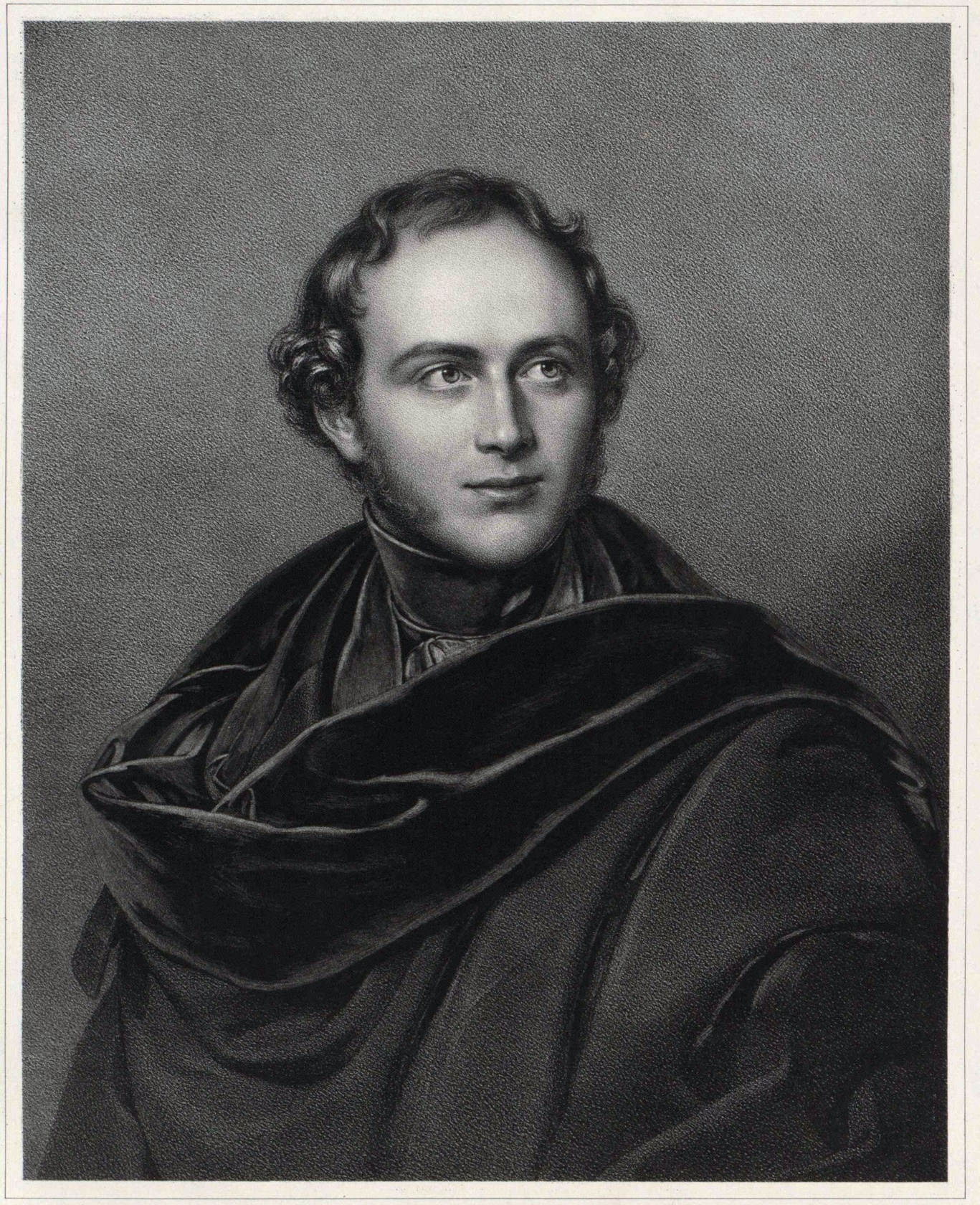
Erbprinz Konstantin um 1835

In seinen Beiträgen in Zeitungen und zum Teil anonym erschienenen Schriften vertrat er vehement die Belange der Standesherren. Er forderte ein unabhängiges Gericht beim Deutschen Bund, welches speziell für die mediatisierten Standesherren zuständig sein sollte, und sprach den Bundesstaaten die Befugnis ab, Gesetze zum Nachteil der Standesherren zu erlassen. Auch bei den Wiener Ministerialkonferenzen trat er als Vertreter der Interessen der Standesherren auf. Konstantin zu Löwenstein verstand sich als entschiedener Gegner des Liberalismus. Mit Gleichgesinnten wie Professor Carl Friedrich Vollgraff und mehreren katholisch-konservativen Publizisten unterhielt Konstantin zu Löwenstein einen regen Briefwechsel, bei dem immer wieder die tiefe Sehnsucht nach einer Rückkehr zu den Rechtsverhältnissen und Grundwerten des alten römisch-deutschen Reiches deutlich wurde. Zu seinem gleichnamigen Onkel Konstantin zu Löwenstein (1786–1844), einem Repräsentanten der ultramontanen und reaktionären Partei, der in München Generaladjutant von König Ludwig I. war, stand er in engem Kontakt. Die Verfassungen der süddeutschen Staaten waren ihm suspekt. Er unterstützte die Publikationsorgane der konservativen Opposition in Bayern durch finanzielle Zuwendungen. Seine extrem konservative Haltung trug ihm heftige Kritik aus politisch fortschrittlicheren Kreisen ein. Die Korrespondenz mit dem Philosophen Franz von Baader enthält einige geistesgeschichtlich bemerkenswerte Gedankengänge.
Da sein Vater Karl Thomas zu Löwenstein meist auf Reisen war, übernahm Konstantin de facto auch bereits Anfang der 1830er Jahre die gesamte Leitung der Standesherrschaft und residierte im Schloss Kleinheubach. Er kümmerte sich um alles persönlich und trat in die politische Auseinandersetzung mit den für seinen Besitz zuständigen Landesregierungen von Bayern, Baden, Hessen und Württemberg, an die die einst reichsunmittelbaren Territorien seines Hauses im Zuge der Mediatisierung gefallen waren. In einer Unterredung mit dem badischen Minister Sigismund von Reitzenstein gab er seinen standesherrlichen Rechten den Vorzug vor den von diesem als Allgemeinwohl deklarierten Interessen Badens, das in den ehemaligen Territorien seiner Familie mit großer Strenge regierte.
1834 war er Mitglied der Ersten Kammer der Landstände des Großherzogtums Hessen.
Als Besitzer der böhmischen Herrschaft Weseritz erwarb der Erbprinz 1836 die dortigen Heilquellen und ließ sie zur Kuranlage ausbauen. Der so entstandene Ort Bad Neudorf verdankt Konstantin zu Löwenstein sein Aufblühen und nannte sich 1900, ihm zu Ehren, in Konstantinsbad um. Auch die heutige, tschechische Bezeichnung Konstantinovy Lázně hält die Erinnerung an den Gründer bei. Die Jagd und das Reisen gehörten zu den Passionen des Edelmannes. Als er mit nur 36 Jahren verstarb, war dies eine tiefe Zäsur in der Geschichte des Hauses Löwenstein-Wertheim-Rosenberg.

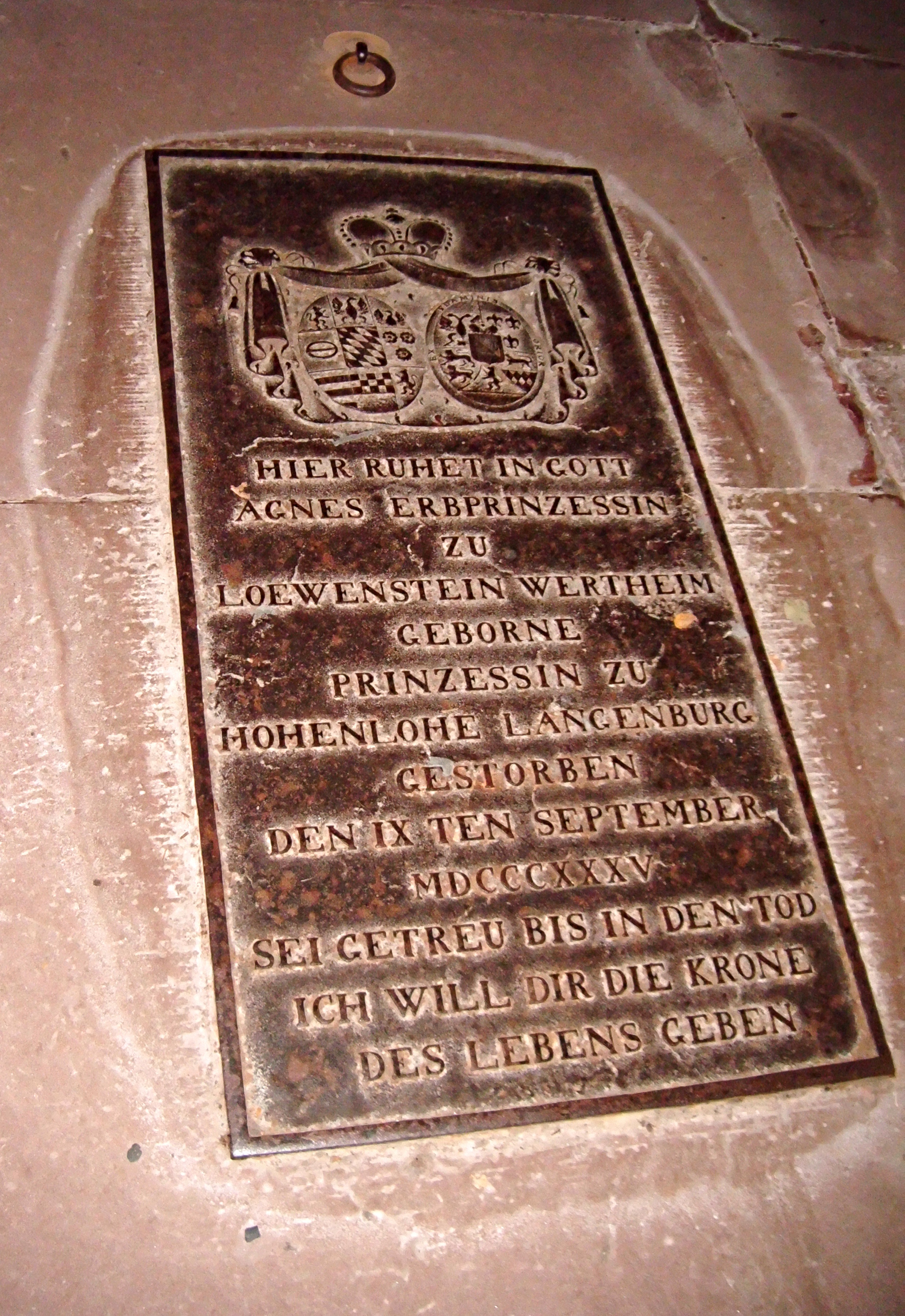
Grab der Gattin, Kloster Engelberg über dem Main, Großheubach

## Familie
Konstantin zu Löwenstein heiratete am 31. Mai 1829 Marie Agnes Prinzessin zu Hohenlohe (1804–1835), eine Tochter von Fürst Karl Ludwig zu  Hohenlohe-Langenburg.
Aus der Ehe entstammten zwei Kinder:
- Adelheid Prinzessin zu Löwenstein-Wertheim-Rosenberg (1831–1909), ab 1851 verheiratet mit dem 1834 entthronten portugiesischen König Michael.
- Karl Heinrich zu Löwenstein-Wertheim-Rosenberg (1834–1921)

## Werke
- Anonym: Widerlegung einiger in neuerer Zeit verbreiteten falschen Nachrichten in Bezug auf den Ursprung des hochfürstlichen Hauses zu Löwenstein-Wertheim-Rosenberg und dessen Successions-Recht in Bayern, Wertheim 1830
- Anonym: Einiges über den Mißbrauch der gesetzgebenden Gewalt. Bei Gelegenheit gewisser Ergebnisse der jüngsten Ständeversammlung im Großherzogthume Baden, Frankfurt am Main 1832
- Anonym: Betrachtung über die die Unzulänglichkeit des 14ten Artikels der Deutschen Bundesakte zur Befriedigung der mediatisierten Reichsstände, Heidelberg 1833
- Anonym: Unter welchen Bedingungen ist das Gedeihen der landständischen Verfassungen im Deutschen Bunde zu erwarten?, Heidelberg 1833
- Anonym: Beiträge zur Philosophie des Rechts,  Heidelberg 1836
- Posthum: Versuch einer schematischen Beleuchtung der ersten Elemente einer christlichen Philosophie, Frankfurt am Main 1840
- Italienische Übersetzung des vorhergehenden Werks: Primi elementi d'un sistema di filosofia cristiana, G. Miglio, Novara 1847, mit einer Widmung an Antonio Rosmini Serbati